# Wolseley Wasp
La Wolseley Wasp était une berline légère produite par la marque anglaise Wolseley Motors en 1935 et 1936. C'était une version mise à jour de la Wolseley Neuf avec un moteur plus puissant et des roues en acier.
Le moteur avait un arbre à cames en tête et un circuit électrique 12 volt. Il y avait une boîte à quatre vitesses et des freins hydrauliques.
En tout, 5815 voitures ont été faites.

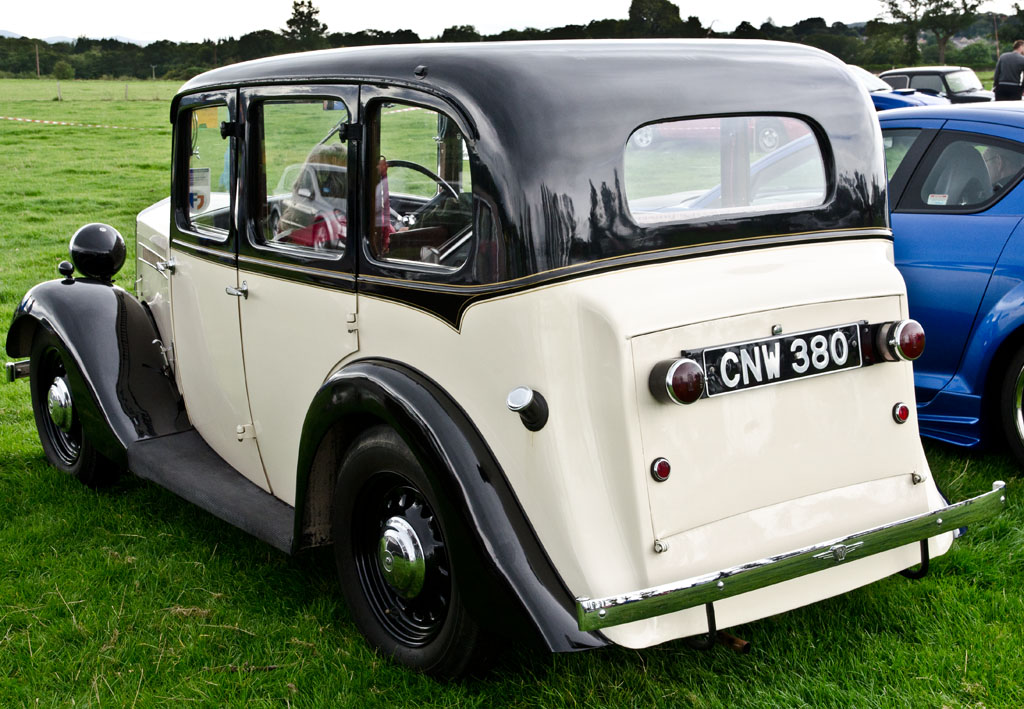
Berline Wasp 6-fenêtres (latérales), 1935